# Кун-Рапидс (Миннесота)
Кун-Рапидс (англ. Coon Rapids) — город в округе Анока, штат Миннесота, США. По данным переписи за 2010 год число жителей города составляло 61 476 человек. 13-й по количеству населения город в Миннесоте.

## Географическое положение
По данным Бюро переписи населения США город имеет общую площадь в 60,45 км² (58,56 км² — суша, 1,89 км² — вода). Находится на реке Миссисипи.

## История

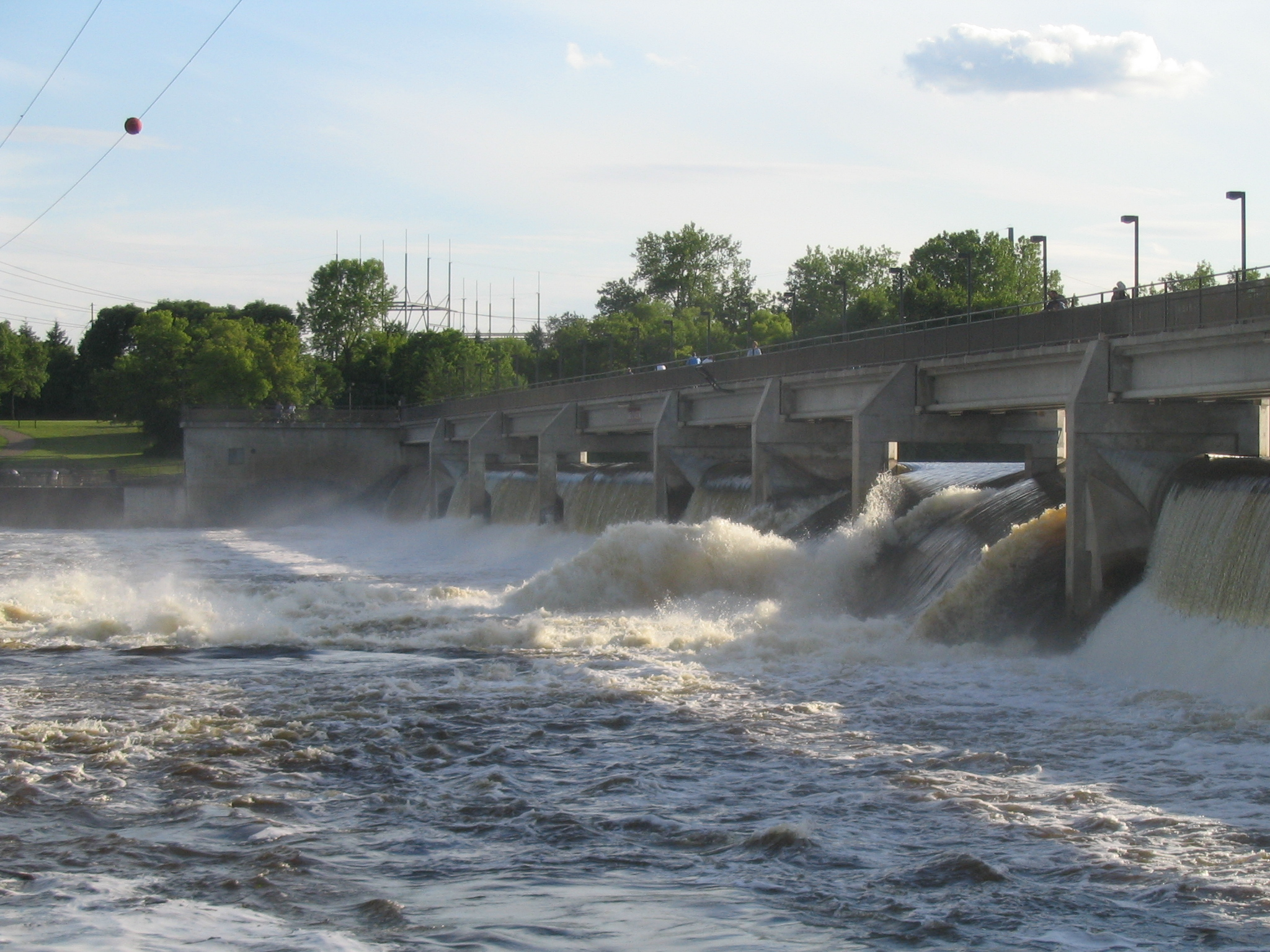
Дамба на реке Кун-Крик в черте города

30 июля 1857 года был образован тауншип Анока. В 1912 году началось строительство дамбы на Миссисипи. За несколько лет население тауншипа значительно выросло за счёт инженеров и работников дамбы. С появлением дамбы населённый пункт сменил название на Кун-Крик-Рапидс, а затем и на сокращённое Кун-Рапидс. В 1952 году тауншип был инкорпорирован как деревня, а в 1959 году стал городом. 
Название Кун-Рапидс (англ, Coon Rapids) происходит от «Coon Creek Rapids», порогов реки Миссисипи около устья реки Coon Creek (англ Coon — сокр от Racoon, енот), поскольку в устье реки было много енотов.

## Население
| Год переписи | Нас.  |  | %±     |
| ------------ | ----- |  | ------ |
| 1960         | 14931 |  | —      |
| 1970         | 30505 |  | 104,3% |
| 1980         | 35826 |  | 17,4%  |
| 1990         | 52978 |  | 47,9%  |
| 2000         | 61627 |  | 16,3%  |
| 2010         | 61476 |  | −0,2%  |
| 2016         | 62359 |  | 1,4%   |

По данным переписи 2010 года население Кун-Рапидса составляло 61 476 человек (из них 48,4 % мужчин и 51,6 % женщин), в городе было 23 532 домашних хозяйства и 16 323 семьи. На территории города было расположено 24 462 постройки со средней плотностью 404,3 постройка на один квадратный километр суши. Расовый состав: белые — 86,0 %, афроамериканцы — 5,5 %, азиаты — 3,5 %, коренные американцы — 0,7 %.
Население города по возрастному диапазону по данным переписи 2010 года распределилось следующим образом: 24,5 % — жители младше 18 лет, 3,8 % — между 18 и 21 годами, 60,4 % — от 21 до 65 лет и 11,3 % — в возрасте 65 лет и старше. Средний возраст населения — 36,9 лет. На каждые 100 женщин в Кун-Рапидсе приходилось 93,7 мужчин, при этом на 100 совершеннолетних женщин приходилось уже 90,9 мужчин сопоставимого возраста.
Из 23 532 домашних хозяйств 69,4 % представляли собой семьи: 51,4 % совместно проживающих супружеских пар (20,9 % с детьми младше 18 лет); 13,0 % — женщины, проживающие без мужей и 4,9 % — мужчины, проживающие без жён. 30,6 % не имели семьи. В среднем домашнее хозяйство ведут 2,60 человека, а средний размер семьи — 3,08 человека. В одиночестве проживали 23,8 % населения, 7,8 % составляли одинокие пожилые люди (старше 65 лет).

## Экономика
В 2016 году из 49 546 человек старше 16 лет имели работу 33 668. При этом мужчины имели медианный доход в 51 493 долларов США в год против 41 333 долларов среднегодового дохода у женщин. В 2014 году медианный доход на семью оценивался в 76 964 $, на домашнее хозяйство — в 66 313 $. Доход на душу населения — 30 664 $ в год.
Согласно финансовому отчёту за 2014 год основными работодателями города были:
| #  | Работодатель                                | Количество работников |
| -- | ------------------------------------------- | --------------------- |
| 1  | Мерси-Хелт (система здравоохранения Allina) | 1860                  |
| 2  | Независимый школьный округ #11              | 1238                  |
| 3  | RMS Company                                 | 672                   |
| 4  | Honeywell Aerospace                         | 600                   |
| 5  | Общественный колледж Анока-Рамси            | 403                   |
| 6  | Мебель HOM                                  | 300                   |
| 7  | Target                                      | 300                   |
| 8  | Администрация города                        | 285                   |
| 9  | Menards                                     | 220                   |
| 10 | Walmart                                     | 200                   |